# ヴィッラフランカ・シークラ
ヴィッラフランカ・シークラ（イタリア語: Villafranca Sicula）は、イタリア共和国シチリア自治州アグリジェント県にある、人口約1,400人の基礎自治体（コムーネ）。

## 地理

### 位置・広がり

#### 隣接コムーネ
隣接するコムーネは以下の通り。
- ブルジョ
- カラモーナチ
- カルタベッロッタ
- ルッカ・シークラ